# Giuseppe Basini (politico 1832)
Giuseppe Basini (Scandiano, 3 marzo 1832 – Roma, 8 dicembre 1894) è stato un politico italiano.

## Biografia
Giuseppe Lucio Basini nacque a Chiozza di Scandiano, nel Ducato di Modena e Reggio, da una famiglia di ricchi proprietari terrieri, iscritta sin dal secolo XVIII dai Duchi d’Este nel libro della nobiltà modenese.
Dopo essersi laureato alla Facoltà di Giurisprudenza di Modena, nel 1853, venne introdotto negli ambienti notabili della città e iniziò a frequentare i circoli liberali, grazie ai quali coltivò sentimenti patriottici.
Nel 1856 si trasferì a Torino, per fare il suo ingresso nel consiglio politico del Ministero dell'Interno del Regno d'Italia e contribuire così alla preparazione della Seconda Guerra d’Indipendenza, della spedizione garibaldina e dell'Unità d'Italia.
Nel 1859 fece ritorno a Scandiano per assumere, dapprima la carica di segretario del dittatore Luigi Carlo Farini e, l'anno successivo, quella di segretario personale del Commissario Regio delle Marche e dell'Umbria, il Marchese Gioacchino Napoleone Pepoli.
Il 1863 sancì l’inizio della sua avventura politica, che inizialmente affrontò solo a livello locale, come consigliere comunale nella sua città natale e come consigliere provinciale di Reggio Emilia e Modena.
Alla politica a livello nazionale arrivò solamente nel 1882, quando fu eletto nelle file della Sinistra liberale legalitaria nel Collegio elettorale di Modena.
Fu rieletto per altre due volte, alle suppletive del 1890 e alle politiche del 1892, questa volta a Pavullo nel Frignano.
Morì a Roma l'8 dicembre 1894 nella sua abitazione di Largo dell'Impresa, per i postumi di una nefrite cronica.

## Attività poetica
Basini fu anche autore di numerosi componimenti poetici e tradusse in italiano le opere di alcuni autori tedeschi del XVIII e XIX, come l'austriaco Robert Hamerling e Ewald Christian von Kleist.